# Zeuxine lunulata
Zeuxine lunulata är en orkidéart som beskrevs av Phillip James Cribb och J.Bowden. Zeuxine lunulata ingår i släktet Zeuxine och familjen orkidéer. Inga underarter finns listade i Catalogue of Life.